# Fuenterrebollo
Fuenterrebollo er en by og kommune i det centrale Spanien i provinsen Segovia. Den har et indbyggertal på 339 (2024) indbyggere.